# La Neuveville-sous-Châtenois
La Neuveville-sous-Châtenois is een gemeente in het Franse departement Vosges (regio Grand Est) en telt 326 inwoners (1999). De plaats maakt deel uit van het arrondissement Neufchâteau.

## Geografie
De oppervlakte van La Neuveville-sous-Châtenois bedraagt 7,5 km², de bevolkingsdichtheid is 43,5 inwoners per km².
De onderstaande kaart toont de ligging van La Neuveville-sous-Châtenois met de belangrijkste infrastructuur en aangrenzende gemeenten.

## Demografie
Onderstaande figuur toont het verloop van het inwonertal (bron: INSEE-tellingen).
Ambacourt · Aouze · Aroffe · Balléville · Baudricourt · Biécourt · Blémerey · Boulaincourt · Châtenois · Chauffecourt · Chef-Haut · Courcelles-sous-Châtenois · Darney-aux-Chênes · Dolaincourt · Dombasle-en-Xaintois · Dommartin-sur-Vraine · Domvallier · Gironcourt-sur-Vraine · Frenelle-la-Grande · Frenelle-la-Petite · Houécourt · Hymont · Juvaincourt · Longchamp-sous-Châtenois · Maconcourt · Madecourt · Mattaincourt · Mazirot · Ménil-en-Xaintois · Mirecourt · Morelmaison · La Neuveville-sous-Châtenois · Oëlleville · Ollainville · Pleuvezain · Poussay · Puzieux · Rainville · Ramecourt · Remicourt · Removille · Repel · Rouvres-en-Xaintois · Saint-Menge · Saint-Paul · Saint-Prancher · Sandaucourt · Soncourt · Thiraucourt · Totainville · Valleroy-aux-Saules · Vicherey · Villers · Viocourt · Vouxey · Vroville
1. ↑  Populations de référence 2022.